# Martin Jensen
Martin Jensen (Silkeborg, Midtjylland, Dinamarca, 29 de septiembre de 1991) es un DJ danés y productor de discos más conocido por el sencillo «Solo Dance» de 2016. 
Sus videos presentan sonidos de videos virales y se convierten en mezclas de tropical house. Él tiene más de 10 años de experiencia de ser club DJ, en Sunny Beach. En octubre de 2016, fue clasificado en el puesto 82 de los 100 mejores DJs del mundo por DJ Magazine.

## Biografía
Martin nació en Silkeborg, Dinamarca en 1991, es entrenado como acreedor y mecánico de la máquina. Él trabajó como vendedor en el comerciante de la máquina; Sorring Maskinhandel, que fue fundada por su padre, Jørgen Jensen, en 1990. Comenzó a DJ ya a una edad temprana, pero se hizo conocido en 2014.
Su primer sencillo se llama «Sí», que es un remix de la celebración de Cristiano Ronaldo en el Balón de Oro de la FIFA 2014, le ganó mucha popularidad en muchos países latinos. Su avance se produjo con el sencillo «Miracles» en 2015, con el cantante danés Bjørnskov, con más de 20 millones de transmisiones en Spotify. En 2016, lanzó el sencillo «All I Wanna Do», que también se convirtió en un éxito, con más de 60 millones de streams en Spotify. Su último sencillo «Solo Dance» a partir de 2016, también se convirtió en un éxito, y hasta ahora ha llegado a ser el top 44 de Spotify Global Top 50, con más de 1.200.000 stream diarios.

## Discografía

### Sencillos
| "Sí"                                                   | 2015 | —  | —  | —  | —  | —  | —  | —  | 55 | —  | —  |                                                                                       |  |
| "Night After Night"                                    | 2015 | —  | —  | —  | —  | —  | —  | —  | —  | —  | —  |                                                                                       |  |
| "Miracles"                                             | 2015 | 26 | —  | —  | —  | —  | —  | —  | —  | —  | —  |                                                                                       |  |
| "All I Wanna Do"                                       | 2016 | 11 | —  | —  | —  | —  | 49 | 10 | 24 | —  | —  |                                                                                       |  |
| "Solo Dance"                                           | 2016 | 7  | 40 | 14 | 51 | 14 | 20 | 7  | 7  | 17 | 7  | - IFPI DEN: Platinum - BVMI: Platinum - FIMI: Platinum - GLF: 3× Platinum - BPI: Gold |  |
| "Middle of the Night" (con The Vamps)                  | 2017 | —  | —  | —  | —  | —  | —  | —  | —  | —  | 44 |                                                                                       |  |
| "Wait" (con Loote)                                     | 2017 | 32 | —  | —  | 88 | —  | —  | —  | 45 | —  | —  |                                                                                       |  |
| "—" indica que ese sencillo no ha entrado en la lista. |      |    |    |    |    |    |    |    |    |    |    |                                                                                       |  |

## Ranking DJmag
| DJ            | 2016 | 2017 | 2018 | 2019 | 2020 |
| ------------- | ---- | ---- | ---- | ---- | ---- |
| Martin Jensen | 82°  | 70°  | 54°  | 45°  | 112° |